# Трихомы

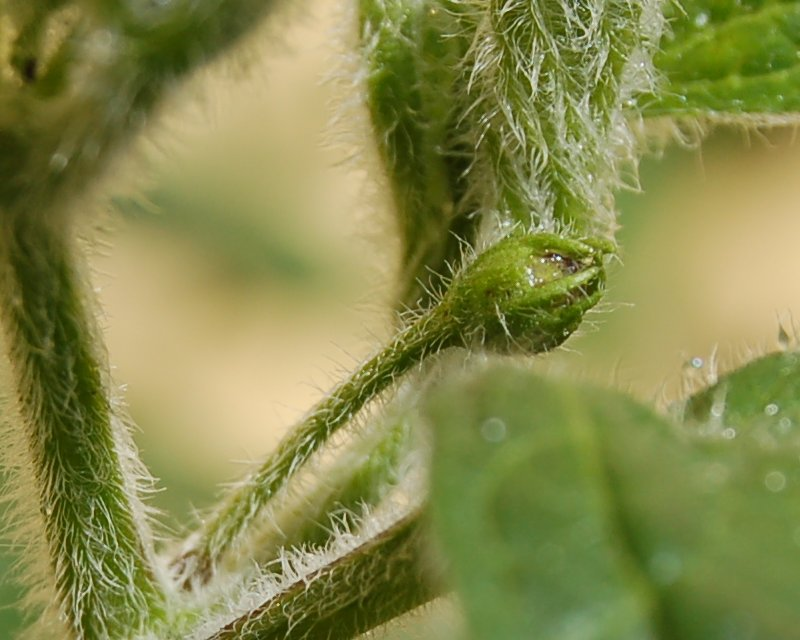
Бутон и стебель капсикума опушённого (Capsicum pubescens), покрытые трихомами

Трихо́мы (от греч. τρίχωμα «волос»), или волоски́, — клетки эпидермы или выросты, образующие опушение на поверхностных органах растений, могут присутствовать на всех наземных органах растения. Трихомы следует отличать от эмергенцев — многоклеточных выростов, в образованиях которых участвует не только эпидерма, но и субэпидермальные ткани.
Всё многообразие трихом делят на два функциональных типа: кроющие и железистые. Первые образуются из покровных тканей и служат для защиты растения от неблагоприятного воздействия внешней среды, вторые — принадлежат к выделительным тканям наружной секреции и участвуют в процессах накопления и выделения веществ различного функционального назначения.
Трихомы бывают одноклеточными и многоклеточными, мёртвыми и живыми. Мёртвые заполнены воздухом и придают растению белый цвет. Форма трихом может быть разнообразной (головчатые, звёздчатые, крючковатые и др.). Часто трихомы минерализованы — пропитаны кремнезёмом и кальцием.
Размеры трихом варьируются в значительных пределах. Чаще отдельный волосок, чешуйка или желёзка хорошо различимы в сильную лупу или микроскоп. Наиболее длинные трихомы (до 5—6 см) покрывают семена хлопчатника.

## Кроющие трихомы

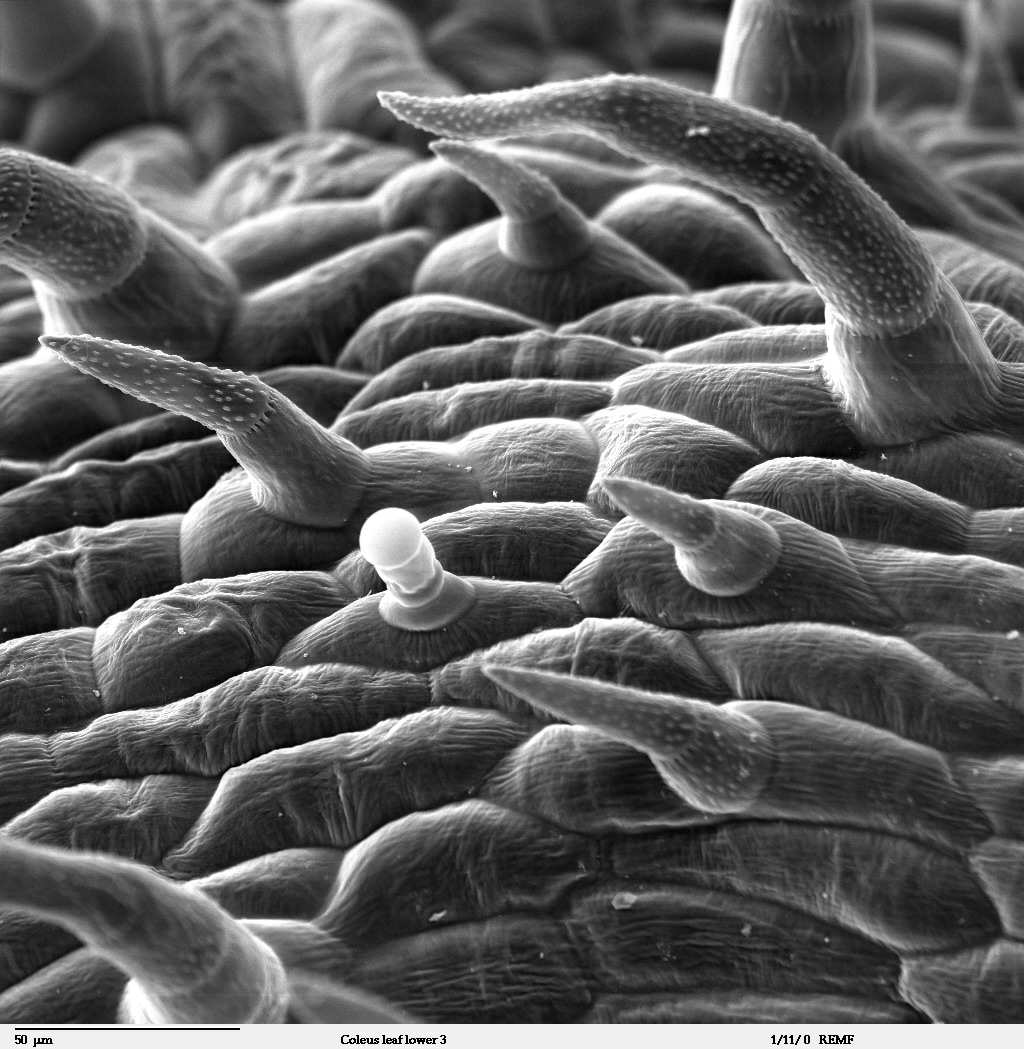
Микрофотография нижней поверхности листа колеуса Блюма. Отчётливо видны трихомы

Из одноклеточных трихом наиболее простое строение имеют сосочки, или папиллы, представляющие собой невысокие, но широкие выросты клеток эпидермы. Обилие папилл создаёт бархатистое опушение на поверхности органа. Они часто встречаются на лепестках (например, у люпина, фиалки) и хорошо удерживают пыльцу. Нитевидные волоски, как и папиллы, — выросты эпидермальных клеток, но более длинные.
Одноклеточные волоски могут быть пузыревидными (хрустальная травка, толстянка), крючковатыми, разветвленными, 2—3-раздельными (свербига), могут содержать цистолит, как у хмеля.
Многоклеточный волосок обычно отделён стенкой от образовавшей его эпидермальной клетки. Простой волосок представляет собой однорядную многоклеточную нить (сенполия). У некоторых видов ястребинки развиваются многорядные волоски. Наряду с простыми, широко распространены ветвистые волоски, которые могут быть перистыми (коровяк), звездчатыми (икотник), а также чешуйки (облепиха).
Перистый волосок имеет многоклеточную главную ось, от которой в местах сочленения клеток отходят боковые «веточки».
Чешуйки называют также пельтатными волосками (от лат. peltatus — дисковидный, щитовидный). Они состоят из многоклеточной пластинки и короткой ножки, у некоторых волосков ножки нет.
Функция кроющих волосков в течение их жизни изменяется. Самые молодые волоски, образующиеся до формирования устьичного аппарата, имеют тонкую оболочку и слабо развитую кутикулу, они живые и обычно активно транспируют. После того, как эта функция переходит к устьицам, оболочки волосков и кутикула утолщаются, а протопласты в большинстве случаев отмирают, полости клеток заполняются воздухом.
Дифференцированные волоски практически не транспирируют. Более того, густое опушение из кроющих трихом значительно снижает транспирацию, так как предотвращает конвекционные движения воздуха у поверхности растения. Такие волоски, составляющие светлый покров на поверхности органа, отражают солнечные лучи и тем самым защищают растение от перегрева и потери влаги. По времени это обычно совпадает с окончанием роста несущего волоски органа. С возрастом часть волосков опадает.
Не у всех растений кроющие волоски омертвевают. У сенполии (узумбарской фиалки), например, их протопласты содержат хлорофилловые зёрна и сохраняются в течение всей жизни листа.
Морфологические разнообразие кроющих трихом очень велико, что позволяет использовать этот фактор для целей систематики.

## Железистые трихомы

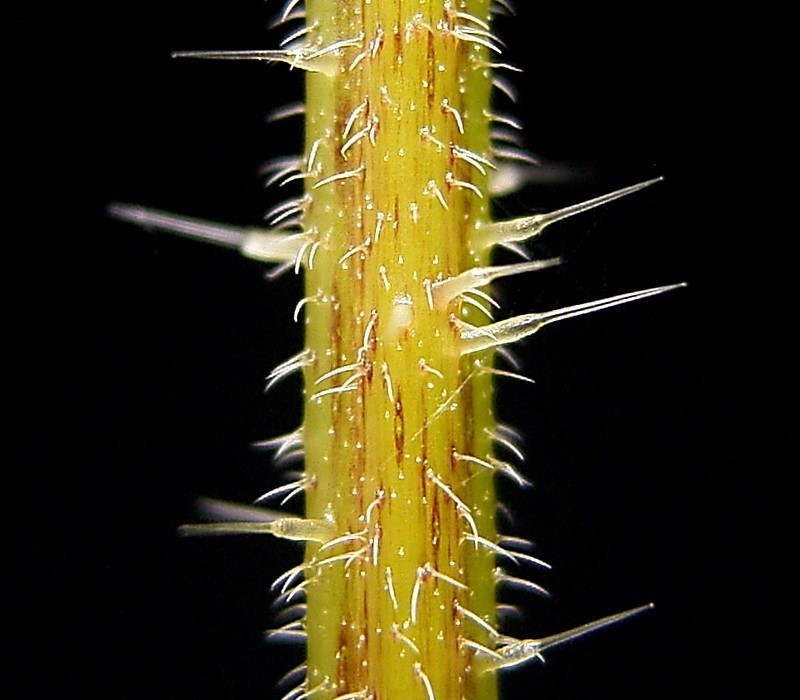
Жгучие волоски на стебле Крапива двудомная|крапивы двудомной (Urtica dioica) (сильно увеличено)

Железистые волоски также могут быть одноклеточными или многоклеточными, обычно железистые волоски долговечнее кроющих. Одноклеточный волосок представляет собой ретортообразную клетку, расширенная часть которой погружена в субэпидермальную ткань. В связи с этим волоски нередко считают эмергенцами. Именно в ретортообразной клетке находится богатая гистаминами и ацетилхолином жидкость, изливающаяся в кожу и вызывающая ощущения ожога. Верхняя часть волоска, постепенно сужающаяся, переходит в тонкостенную, легко отламывающуюся головку. При соприкосновении головка отламывается, и жидкость из ретортообразной клетки попадает в кожу.
Многоклеточные волоски обычно имеют одноклеточную или многоклеточную ножку, заканчивающуюся шаровидной головкой, покрытой кутикулой (сенполия, лопух паутинистый, марь белая). Железистые волоски с многоклеточной головкой называют желёзками.
Клетки головки синтезируют эфирные масла, которые проходят через наружную стенку клетки и накапливаются под кутикулой. При накоплении очень большого количества эфирного масла кутикула, не выдержав его давления, разрывается, масло выходит наружу. Обычно при этом клетки отмирают, редко кутикула регенерирует. У красавки конечная клетка волоска отпадает вследствие ослизнения стенки, соединяющей её с клеткой ножки.
У пеларгонии, например, железистый волосок состоит из многоклеточной ножки и одноклеточной головки, которая выделяет эфирные масла в пространство между целлюлозной оболочкой и кутикулой. При разрыве кутикулы экскрет изливается наружу, после чего может образоваться новая кутикула и накапливаться новая капля экскрета.
Солевыделяющие галофиты (некоторые виды лебеды, марь белая) адаптируются к избыточным концентрациям солей при помощи механизма освобождения от поступающих солей за счёт выделения ионов против градиента концентрации. Таким образом они поддерживают концентрацию натрия и хлора в цитозоле на низком уровне. У этих растений поглощённые соли с транспирационным током доставляются сначала по сосудам, а потом по симпласту в живые пузыревидные клетки — трихомы, имеющиеся в эпидерме стеблей и листьев. В пузыревидной клетке ионы секретируются в крупную центральную вакуоль. Когда солей становится много, трихомы лопаются, и соль выходит на поверхность листа или стебля в виде мучнистого налёта. На месте лопнувших образуются новые клетки. Поскольку от мезофилла до пузыревидных клеток имеется значительный градиент концентрации солей, перенос ионов в их вакуоли является активным процессом, то есть требующим затраты энергии.

## Функции
Трихомы выполняют разнообразные функции, которые до конца ещё не исследованы. Принято считать, что они защищают физиологически ткань листа — хлоренхиму от перегрева, механически всё растение от повреждения насекомыми и животными, способствуют уменьшению испарения влаги, выведению солей из тканей листа и осуществляют химическую защиту растений.
Удивительно, базальные клетки трихом обоих типов соединены с субэпидермальными клетками значительно большим числом плазмодесм, чем с соседними эпидермальными клетками. Таким образом, трихомы, генетически и структурно относясь к эпидерме, физиологически теснее связаны с субэпидермальными тканями. Функции редких рассеянных трихом неизвестны.

## Опушение растений
Строение волосков, степень их развития, особенности расположения на органах создают разные типы опушения, представляющие собой важные морфологические признаки растений.
Бархатистое опушение обусловлено папиллами, шелковистое — прямыми, тонкими, прижатыми к поверхности волосками, мохнатое — извилистыми волосками, не имеющими определённой ориентации. Густые, обычно перистые волоски, составляют войлочное опушение, а более или менее короткие простые волоски, отстоящие от поверхности — шерстистое. Для щетинистого опушения характерны толстостенные, твёрдые волоски, а для реснитчатого — волоски, расположенные по краю органа.
Опушение может состоять из волосков одного или разных типов. Оно бывает равномерным или неравномерным. Верхняя и нижняя стороны листовой пластинки часто различаются степенью опушенности, нередко волоски развиваются только вдоль жилок или в местах их разветвления; на стеблях некоторых растений волоски располагаются продольными рядами.

## Разнообразие трихом

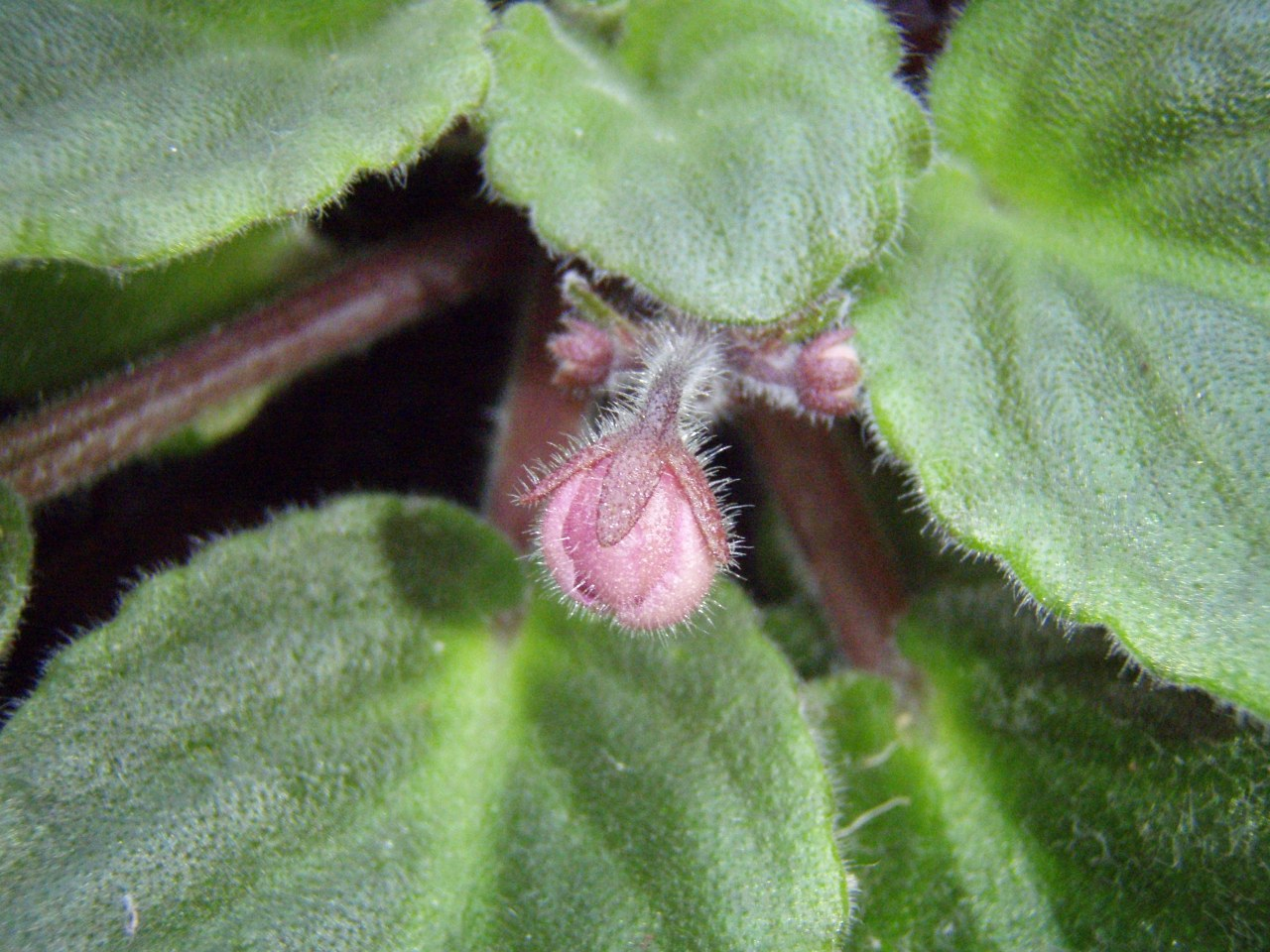
Волоски на листьях и цветках сенполии Saintpaulia ionantha
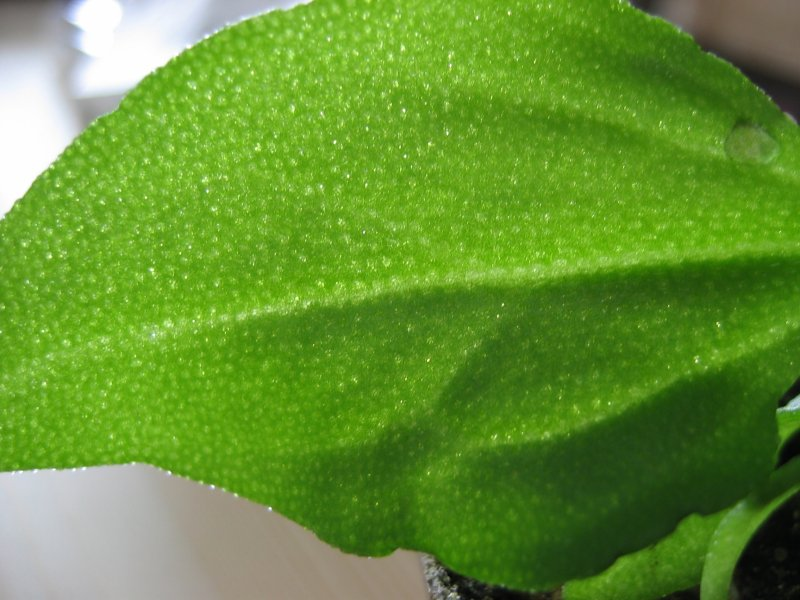
Лист хрустальной травки, усеянный пузыревидными трихомами
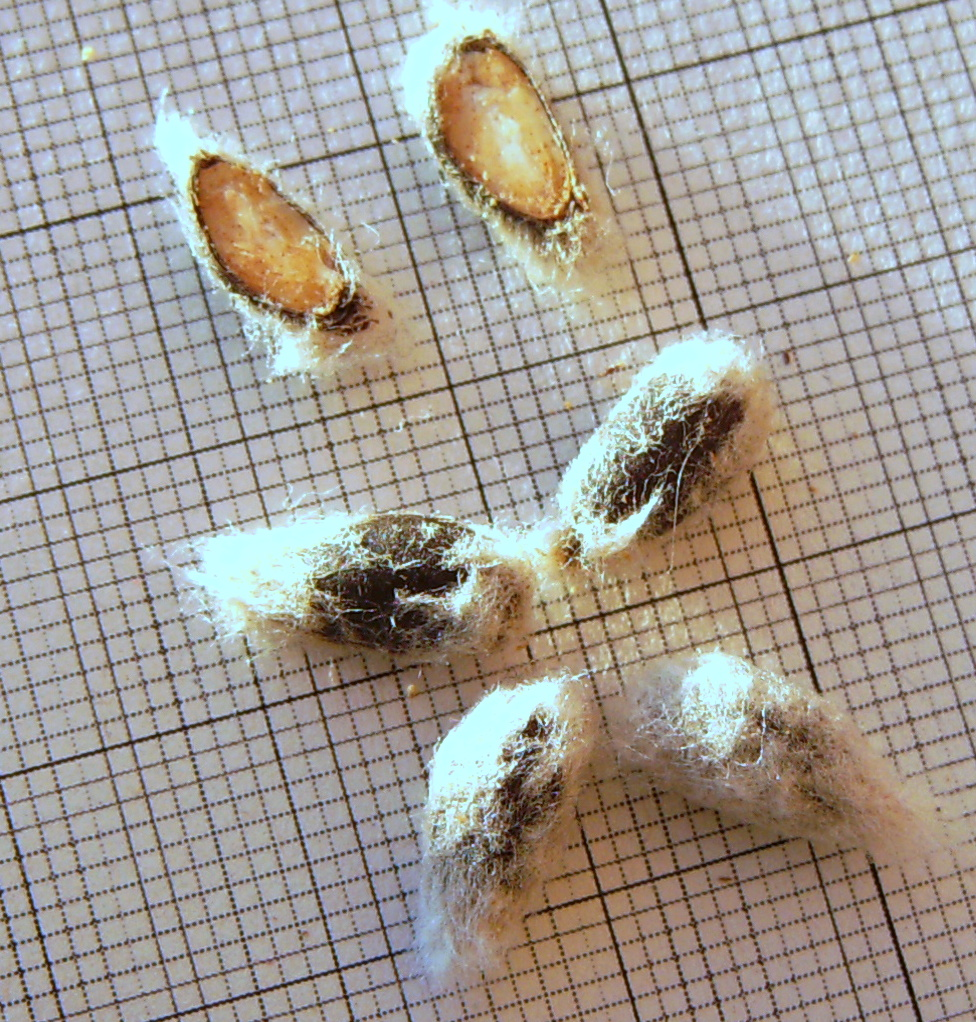
Семена хлопчатника, покрытые нитевидными волосками
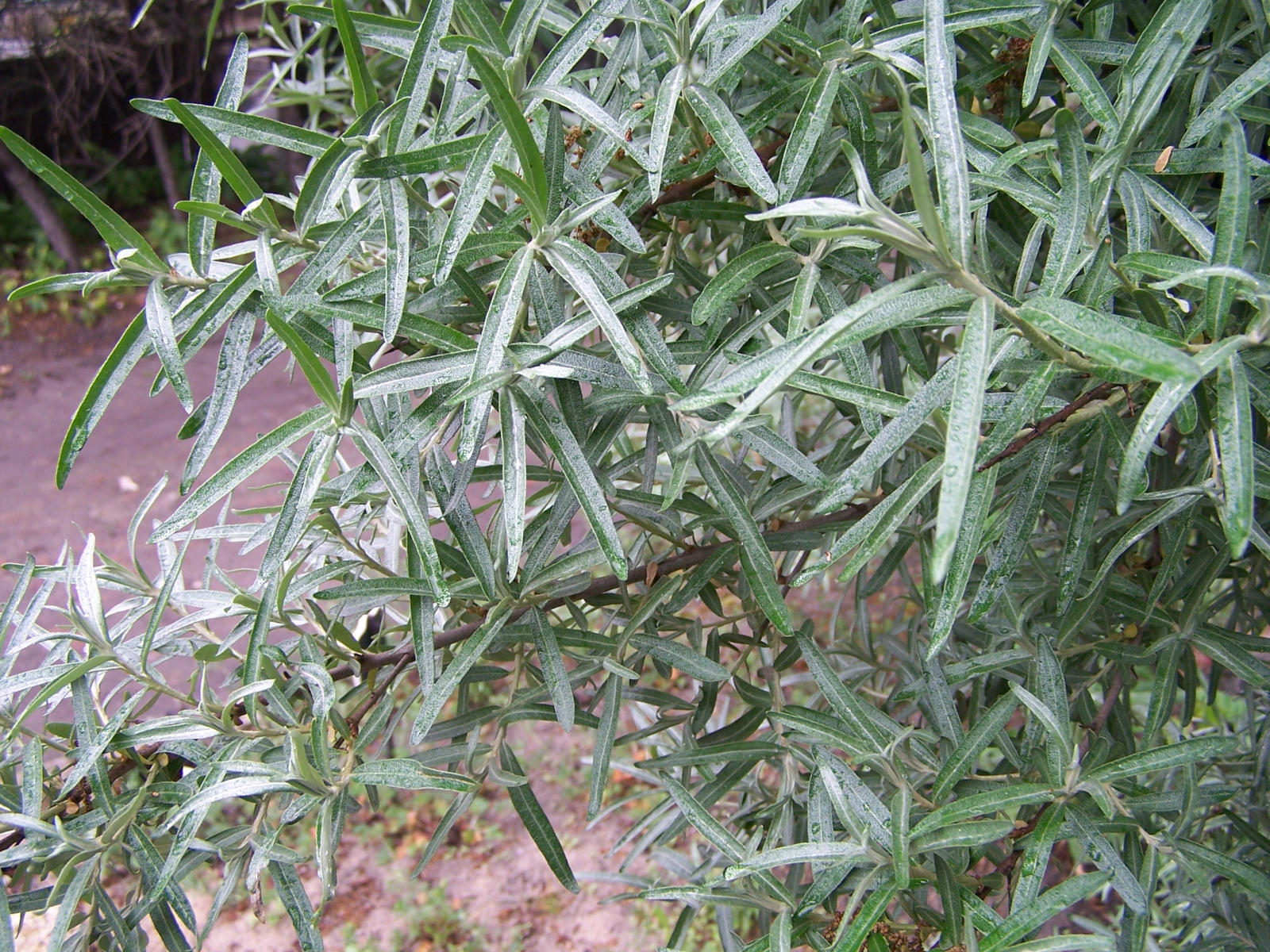
Покрытые чешуйками листья облепихи Hippophae rhamnoides
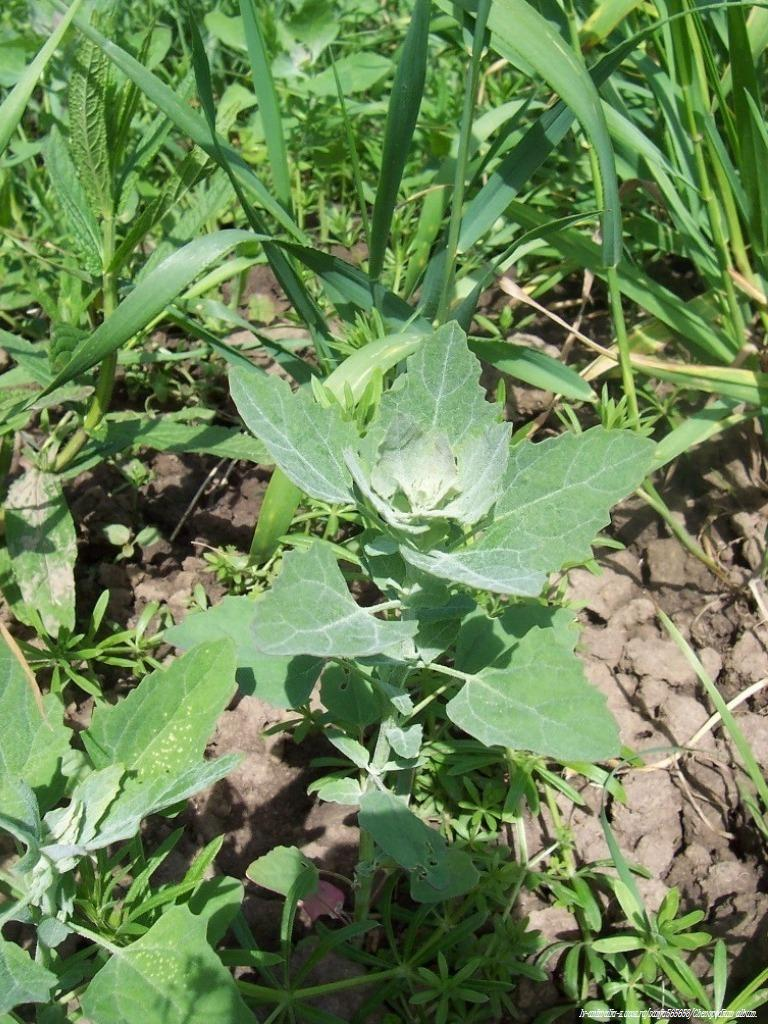
Марь белая, покрытая железистыми волосками
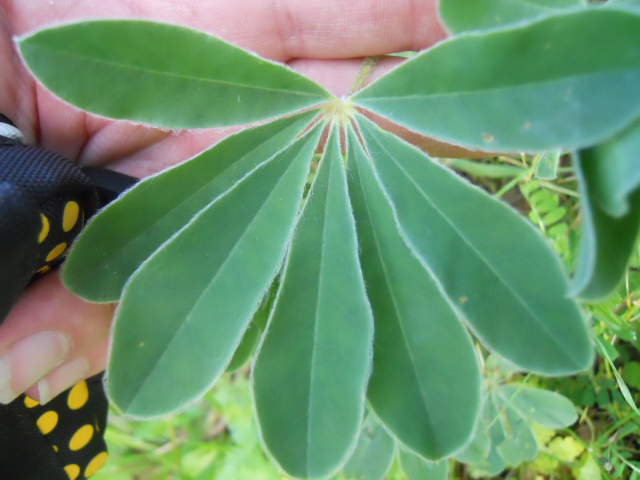
Покрытый папиллами лист люпина белого (Lupinus albus)